# Charles Mulder
Charles Marie Aloy Mulder (ur. 1 lipca 1897 w Antwerpii, zm. 7 maja 1953 tamże) – belgijski bobsleista, brązowy medalista w czwórkach z zimowych igrzysk olimpijskich w Chamonix. W 1928 roku na zimowych igrzyskach olimpijskich w Sankt Moritz zajął 16. miejsce w drugiej osadzie Belgii.